# HMS Lion (1910)
El HMS Lion fue un crucero de batalla construido para la Marina Real Británica en la década de 1910. Era el primer buque de su clase, que recibió el sobrenombre de "Gatos Espléndidos". Fueron mejoras significativas con respecto a sus predecesores de la clase Indefatigable en términos de velocidad, armamento y blindaje. Esto fue en respuesta a los primeros cruceros de batalla alemanes, la clase Moltke, que eran mucho más grandes y poderosos que los primeros cruceros de batalla británicos, la clase Invincible.
El Lion sirvió como buque insignia de los cruceros de batalla de la Gran Flota durante la Primera Guerra Mundial, excepto cuando estaba siendo reacondicionado o en reparación. Hundió el crucero ligero alemán SMS Köln durante la Batalla de la bahía de Heligoland y sirvió como buque insignia del vicealmirante David Beatty en las batalla del Banco Dogger y batalla de Jutlandia. Sufrió daños tan graves en la primera de estas batallas que tuvo que ser remolcado de regreso a puerto por el HMS Indomitable y estuvo en reparación durante más de dos meses. 
Durante la Batalla de Jutlandia en 1916 sufrió un grave incendio de propulsor que podría haber destruido el barco si no hubiera sido por la valentía del mayor de la Marina Real Francis Harvey, comandante de la torreta, que recibió póstumamente la Cruz Victoria por haber ordenado inundar el cargador. El incendio destruyó una torreta que tuvo que ser retirada para su reconstrucción mientras estuvo en reparación durante varios meses. Pasó el resto de la guerra realizando patrullas sin incidentes en el Mar del Norte, aunque proporcionó cobertura distante durante la Segunda batalla de la bahía de Heligoland en 1917. Fue puesto en reserva en 1920 y vendido como chatarra en 1924 bajo los términos del Tratado naval de Washington.